# Heinrich Wilhelm Mathias Olbers
Heinrich Wilhelm Mathias Olbers (tudi Matthaus, Matthäus), nemški astronom, zdravnik in fizik, * 11. oktober 1758, Arbergen pri Bremnu, Nemčija, † 2. marec 1840, Bremen.

## Življenje in delo
Olbers je diplomiral leta 1780 na Univerzi v Göttingenu. Raziskoval je tire kometov, odkril je 6 (5) kometov in dva asteroida (planetoida). Leta 1802 je odkril drugi asteroid Palas s premerom 522 km in z obhodno dobo 4,61 leta, ter leta 1807 4. asteroid Vesto s premerom 500 km in z obhodno dobo 3,63 leta. Dovolil je Gaussu da je dal ime Vesti. Periodični komet, ki ga je odkril 6. marca 1815, so poimenovali po njem 13P/Olbers.
Znan je po svojem paradoksu, zakaj je Vesolje v povprečju temno, ki ga je skoraj v celoti rešila sodobna fizikalna kozmologija in praktična astronomija. Olbers je leta 1820 kot rešitev zanj predlagal absorpcijo medzvezdnega prahu, ki oslabi svetlobo zvezd.
Odkril je postopek izračuna paraboličnih poti kometov. Razvil je tudi teorijo, da sta asteroida Ceres in Palas ostanka planeta Faeton, ki naj bi nekoč krožil med tiroma Marsa in Jupitra, ter predvidel odkritje novih fragmentov, ki tvorijo asteroidni pas.
Bil je dvakrat poročen in en sin ga je preživel.

## Priznanja

### Poimenovanja
Po njem se imenuje asteroid glavnega pasu 1002 Olbersija (1002 Olbersia) in krater Olbers na Luni.